# Bézenet
 Bézenet  là một xã ở tỉnh Allier thuộc miền trung nước Pháp.